# ATS-2
ATS-2（Applications Technology Satellite，意即「技術應用人造衛星」）是美國太空總署於1967年4月6日發射的地球高橢圓軌道通訊衛星，載於擎天神-愛琴娜D型運載火箭自卡納維拉爾角空軍基地發射升空。ATS-2的目標包括：關於飛船設計、推進及穩定的新概念測試驗證、拍攝高質量的雲層端圖像、在外太空環境下收集測量的資料、測試經過改進的通訊系統等。
該衛星擁有一個圓柱體的外觀，其直徑為142（56英寸），高183（72英寸），加上電機罩約360（140英寸）高。柱形衛星主體覆蓋上太陽能電池板，對衛星的控制利用了重力梯度穩定。

## 實驗
ATS-2的目標分為12個實驗：
- 無線電天文學
- 磁層電場（英语：Magnetospheric electric convection field）
- 電子磁譜儀偏轉
- 粒子望遠鏡
- 全向質子和電子探測器
- 甚低頻接收
- 地球各地的反照率測量（美國國防部）
- 微波通訊轉發（休斯空間）
- 重力梯度穩定系統測試（由GE公司）
- 先進錄像系統（AVCS）
- 熱塗層降解試驗
- 太陽能電池板老化試驗

## 外部鏈結
- ATS, Past NASA Missions（页面存档备份，存于）
- ATS, NASA Science Missions（页面存档备份，存于）